# یاوورووو-لیپا
یاوورووو-لیپا (به لاتین: Jaworowo-Lipa) یک روستا در لهستان است که در گمینا زاویز واقع شده‌است.